# Vệ Tiệp bá
Vệ Tiệp bá (chữ Hán: 衞疌伯), là vị vua thứ năm của nước Vệ – chư hầu nhà Chu trong lịch sử Trung Quốc.
Vệ Tiệp bá là con của Vệ Tự bá – vua thứ tư nước Vệ. Sau khi Tự bá mất, ông lên nối ngôi.
Sử sách không ghi chép sự kiện xảy ra liên quan tới nước Vệ trong thời gian ông làm vua.
Không rõ Vệ Tiệp bá lên ngôi và mất năm nào. Sau khi ông mất, con ông là Vệ Tĩnh bá lên nối ngôi.